# Gölbaşı (Adıyaman)
Ne doit pas être confondu avec Gölbaşı (Ankara).
Gölbaşı est une ville et un district de la province d'Adıyaman en Turquie.